# Бърда (община Власеница)
Бърда (на сръбски: Брда) е село в Босна и Херцеговина, разположено в община Власеница, в ентитета на Република Сръбска. Намира се на 335 метра надморска височина. Населението му според преброяването през 2013 г. е 18 души, от тях: 18 (100,00 %) сърби.

## Население
Численост на населението според преброяванията през годините:
- 1961 – 112 души
- 1971 – 108 души
- 1981 – 95 души
- 1991 – 71 души
- 2013 – 18 души